# Héctor Arredondo
Héctor Arredondo Casillas (ur. 11 lipca 1970 w Meksyku, zm. 16 listopada 2014 tamże) – meksykański aktor.

## Życiorys
Dorastał z siostrą Mónicą. Po uzyskaniu tytułu licencjata w dziedzinie projektowania komunikacji graficznej na Metropolitan Autonomous University, studiował aktorstwo w CEFAT w TV Azteca.
Arredondo rozpoczął karierę pod koniec lat 90., debiutując w teledysku do piosenki Lyndy Thomas „Maldita Timidez” (1999). Później występował w serialach Caracol Televisión i telenowelach TV Azteca. Ostatnią rolą była postać Gerardo „Gerry’ego” Ibáñeza w telenoweli Las Bravo (2014–2015) z Edith González, Mauricio Islasem i Saúlem Lisazo.
Miał dwie córki – Kíę (ur. 2007) ze związku z Carlą Hernández i Camilę (ur. 2013).
16 listopada 2014 w Meksyku zmarł na raka trzustki w wieku 44 lat.

## Filmografia

### Telenowele
- 2001–2002: Lo que es el amor jako René
- 2002: Por ti jako Franco
- 2003–2004: Mirada de mujer, el regreso jako Julián Camacho
- 2004–2005: Stolik dla trojga (Mesa para tres) jako Luis „Lucho” Toro
- 2004–2005: La heredera jako Joaquín Mercader
- 2005: Los Plateados jako Leonardo Villegas
- 2007–2008: Dopóki starczy życia (Mientras haya vida) jako Gael Cervantes
- 2008–2009: Pobre rico, pobre jako Andrés Ferreira / Galindo
- 2009–2010: Pobre diabla jako Luciano Enríquez
- 2013: Secretos de familia jako Leonardo Ventura Morientes
- 2014–2015: Las Bravo jako Gerardo „Gerry” Ibáñez

### Seriale
- 2001: Lo que callamos las mujeres
- 2002: Sin permiso de tus padres
- 2002: To jest życie (Vivir así) jako Marcos / Tomás / Mauricio
- 2006–2007: Decisiones
- 2008: El sexo fuerte jako Romulo
- 2008: Cambios de vida
- 2008–2009: Kapadocja (Capadocia) jako Patrick Lansk
- 2010: Bienes raíces jako Esteban Miramontes
- 2012: La Teniente jako kapitan Antonio Volante

### Filmy
- 2006: La última y nos vamos jako Adrián
- 2007: Cuando las cosas suceden jako Galán
- 2008: 40 días jako Andrés
- 2011: Ella y el candidato jako Luis Fernando Grama
- 2011: Viento en contra jako Patrick